# Villejuif – Léo Lagrange (Métro Paris)
Villejuif – Léo Lagrange ist eine unterirdische Station der Pariser Métro. Sie befindet sich unterhalb der Avenue de Paris im Pariser Vorort Villejuif und wird von der Métrolinie 7 bedient. Die Station ist nach dem gleichnamigen Vorort und dem französischen Sozialisten Léo Lagrange benannt.
Die Station wurde am 28. Februar 1985 in Betrieb genommen, als der letzte Abschnitt des Südost-Zweiges der Linie 7 von der Station Le Kremlin-Bicêtre bis zur Station Villejuif – Louis Aragon in Betrieb genommen wurde.